# Габделич, Юрай

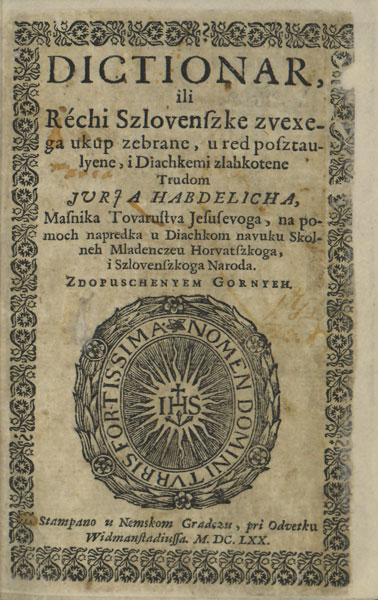
Словарь Юрая Габделича. 1670

Юрай Габделич или Хабделич (хорв. Juraj Habdelić; 17 апреля или 27 ноября 1609, Старо Чиче, близ Велика-Горица (ныне Хорватия) — 27 ноября 1678, Загреб, Габсбургская монархия) — хорватский писатель и грамматик эпохи барокко. Педагог. Монах ордена иезуитов.

## Биография

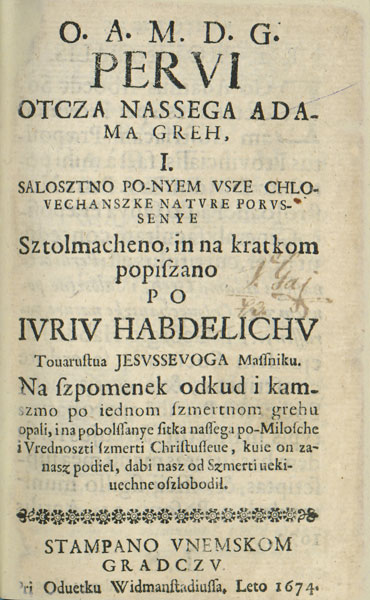
Обложка книги «Первородный грех праотца нашего Адама» (1674)

Обучался в загребской гимназии, затем изучал философию в университете г. Грац, теологию в Трнавском университете. По окончании учёбы, учительствовал в Риеке, Вараждине и Загребе, где со временем стал ректором иезуитского коллегиума, а затем — руководителем духовной семинарии.
Умер в 1678 году в Загребе.

## Творчество
Юрай Габделич, один из лучших хорватских мастеров прозы — автор многочисленных христианских морально-дидактических произведений, которые в его время пользовались большоулярностью. В своих работах отстаивал мир и покой в государстве, выражал поддержку австрийскому правительству и знати в противовес крестьянству.
Среди самых известных произведений Габделича — «Первородный грех праотца нашего Адама» (1674), «Зерцало Святой Марии» (1662), написанных на кайкавском наречии хорватского языка.
Также Габделич серьёзно занимался вопросами хорватской грамматики. В 1670 году издал «Словарь или Славянские слова» (хорватско-латинский словарь), что стало значительным достижением в области лингвистики хорватского языка.